# Phrynichidae
Phrynichidae (лат.) — семейство паукообразных отряда фринов (Amblypygi).
Отличается от других семейств отряда закруглённой передней частью карапакса, отсутствием пульвилл на ходильных ногах, раздвоенными зубцами на основании хелицер (причём верхний зубец больше нижнего) и некоторыми другими признаками.
Представители семейства встречаются в основном в Африке, также на Аравийском полуострове, в Южной и Юго-Восточной Азии (некоторые виды рода Phrynichus) и в Бразилии (род Trichodamon).
По источникам начала XX-го века не встречаются в Австралии.

## Классификация
Семейство делится на два подсемейства — Damoninae и Phrynichinae, и включает 7 родов с 31 видом:
- Damoninae Simon, 1936
  - Damon C. L. Koch, 1850
  - Musicodamon Fage, 1939
  - Phrynichodamon Weygoldt, 1996
- Phrynichinae Simon, 1892
  - Euphrynichus Weygoldt, 1995
  - Phrynichus Karsch, 1879
  - Trichodamon Mello-Leitao, 1935
- Incertae sedis
  - Xerophrynus Weygoldt, 1996